# Tom Portsmouth
Tom Portsmouth, né le 19 décembre 2001, est un coureur cycliste britannique.

## Biographie
Tom Portsmouth est originaire de New Haw, un village situé à Runnymede. Très tôt intéressé par le sport, il pratique la natation, le rugby et la gymnastique durant son enfance. Il délaisse toutefois ces disciplines à partir de 2016 pour se consacrer au cyclisme, alors qu'il est âgé de quatorze ans,. Bien que d'origine anglaise, il évolue principalement sur des compétitions belges.
En 2019, il remporte trois épreuves régionales en Belgique. Il se distingue par ailleurs au niveau international en terminant sixième de la Nokere Koerse juniors et de la Ronde des Vallées. Après ses performances, il intègre la structure Urbano en 2020. Ses débuts espoirs sont toutefois perturbés par la pandémie de Covid-19 et le Brexit, qui retranchent une bonne partie de son calendrier. 
Lors de la saison 2021, il s'impose à trois reprises. Il gagne ensuite le Mémorial Bjorn Lambrecht en 2022, un interclub belge. La même année, il obtient de bons résultats dans des courses par étapes en terminant septième du Tour de Flandre-Orientale et neuvième du Tour de Namur. Il se fait par ailleurs remarquer sur la Gullegem Koerse en tenant le rythme de nombreux professionnels.
En 2023, il intègre la réserve de la formation Bingoal WB. Plutôt rapide au sprint, il se classe dixième d'une étape du Tour de Sicile en avril. Une chute sur Paris-Roubaix espoirs lui fracture cependant une partie du fémur. Contraint à une longue convalescence, il parvient néanmoins à faire son retour à la compétition durant l'été. Fin septembre, il signe un premier contrat professionnel avec l'équipe Bingoal WB pour les deux prochaines saisons.

## Palmarès
- 2021
  - Hillingdon Grand Prix
- 2022
  - Mémorial Bjorn Lambrecht
  - 2e de Dwars door Wingene
  - 3e du Jock Wadley Memorial